# Sydney to Hobart Yacht Race
Sydney to Hobart Yacht Race är en havskappsegling mellan Sydney och Hobart. Tävlingen startar på Annandag jul varje år sedan 1945 och betraktas som en av de tuffaste i världen. Den starka strömmen söderut längs Australiens västkust möter vanligtvis den årstiden kalla, kraftiga sydliga vindar, och förorsakar ofta häftig sjögång. 1998 sammanföll tävlingen med en storm, och tävlingen krävde det året sex dödsoffer. Även 2006 var det en båt som sjönk, och två måste överges, men ingen besättningsmedlem förolyckades.

## Vinnare
- 1945 - Rani
- 1946 - Morna
- 1947 - Morna
- 1948 - Morna
- 1949 - Waltzing Matilda
- 1950 - Margaret Rintoul
- 1951 - Margaret Rintoul
- 1952 - Nirvana
- 1953 - Solveig
- 1954 - Kurrewa IV
- 1955 - Even
- 1956 - Kurrewa IV
- 1957 - Kurrewa IV
- 1958 - Solo
- 1959 - Solo
- 1960 - Kurrewa IV
- 1961 - Astor
- 1962 - Ruthean
- 1963 - Astor
- 1964 - Astor
- 1965 - Stormvogel
- 1966 - Carousel T
- 1967 - Pen Duick III
- 1968 - Ondine II
- 1969 - Crusade
- 1970 - Buccaneer
- 1971 - Kialoa II
- 1972 - American Eagle
- 1973 - Helsal
- 1974 - Ondine III
- 1975 - Kialoa
- 1976 - Ballyhoo
- 1977 - Kialoa
- 1978 - Apollo
- 1979 - Bumblebee IV
- 1980 - New Zealand
- 1981 - Vengeance
- 1982 - Condor of Bermuda
- 1983 - Condor
- 1984 - Nya Zeeland
- 1985 - Apollo
- 1986 - Condor
- 1987 - Sovereign
- 1988 - Ragamuffin
- 1989 - Drumbeat
- 1990 - Ragamuffin
- 1991 - Brindabella
- 1992 - New Zealand Endeavour
- 1993 - Ninety Seven (Farr 47)
- 1994 - Tasmania
- 1995 - Sayonara
- 1996 - Morning Glory
- 1997 - Brindabella
- 1998 - Sayonara
- 1999 - Nokia
- 2000 - Nicorette II
- 2001 - Assa Abloy
- 2002 - Alfa Romeo (Reichel/Pugh 90)
- 2003 - Skandia
- 2004 - Nicorette III
- 2005 - Wild Oats XI
- 2006 - Wild Oats XI
- 2007 - Wild Oats XI
- 2008 - Wild Oats XI
- 2009 - Alfa Romeo
- 2010 - Wild Oats XI
- 2011 - Investec Loyal
- 2012 - Wild Oats XI
- 2013 - Wild Oats XI
- 2014 - Wild Oats XI
- 2015 - Comache
- 2016 - Perpetual LOYAL
- 2017 - Comanche
- 2018 - Wild Oats XI
- 2019 - Comanche
- 2020 - inställt på grund av covid-19-pandemin
- 2021 - Black Jack
- 2022 - Andoo Comanche